# Karnov
Karnov is een computerspel dat werd ontwikkeld en uitgegeven door Data East. Het spel kwam in 1987 uit als arcadespel en voor de ZX Spectrum en de PC Booter. Karnov, een Russische vuurvreter, kan springen, zwemmen, rennen en vliegen en is op zoek naar de verloren schat van Babylon. Het spel heeft negen levels.

## Platforms
| Jaar | Platform                                 |
| ---- | ---------------------------------------- |
| 1987 | Arcade, DOS, NES, PC Booter, ZX Spectrum |
| 1988 | Amstrad CPC, Commodore 64                |
| 1989 | Macintosh                                |

## Ontvangst
| Beoordeeld door        | Platform     | Datum        | Score |
| ---------------------- | ------------ | ------------ | ----- |
| Your Sinclair          | ZX Spectrum  | juni 1988    | 90%   |
| The Games Machine (GB) | ZX Spectrum  | juni 1988    | 88%   |
| Game Informer Magazine | NES          | maart 2001   | 82%   |
| Quebec Gamers          | NES          | 26 juli 2006 | 79%   |
| Random Access          | NES          | 2005         | 53%   |
| Power Play             | Commodore 64 | mei 1988     | 20%   |